# Aeródromo de Andalgalá
El Aeródromo de Andalgalá (OACI: SA35) es un aeropuerto ubicado 5 km al sur de la ciudad de Andalgalá, Provincia de Catamarca, Argentina.